# Paratrichocladius spiesi
Paratrichocladius spiesi is een muggensoort uit de familie van de dansmuggen (Chironomidae). De wetenschappelijke naam van de soort is voor het eerst geldig gepubliceerd in 2012 door Ashe & O'Connor.